# 金天柱
金天柱（英語：Tien-Chu Chin）又名金田柱，香港影视演员。

## 生平
香港早期影视演员，共出演了400多部作品。其出演的角色基本都是龙套角色。在1950年代中期至1980年代的很多作品中都会出现其身影，其饰演的角色非常多样。

第一次出演的作品是1954年的《郑成功》。
后在1988年拍摄完《通天排挡》后息影，之后下落不详。

## 资料来源
1. ↑  . 搜狐网.   [2023-02-03]. （原始内容存档于2023-02-03）.
2. ↑  . 1905网.   [2023-02-03]. （原始内容存档于2023-02-03）.
3. ↑  . 香港影库.   [2023-02-03]. （原始内容存档于2023-06-10）.
4. ↑  .   [2023-02-03]. （原始内容存档于2023-02-03）.
5. ↑  .   [2023-02-03]. （原始内容存档于2023-02-03）.

## 外部連結
- 金天柱在互联网电影资料库（IMDb）上的資料（英文）
- 金天柱在香港影庫上的簡介